# Hải Lộc, Hải Hậu
Hải Lộc là một xã thuộc huyện Hải Hậu, tỉnh Nam Định, Việt Nam.
Xã Hải Lộc có diện tích 7,19 km², dân số năm 2022 là 8.160 người, mật độ dân số đạt 1.134 người/km².